# Libnotes (Libnotes) alexanderi
Libnotes (Libnotes) alexanderi is een tweevleugelige uit de familie steltmuggen (Limoniidae). De soort komt voor in het Oriëntaals gebied.